# Martin Semenčić
Martin Semenčić (Zagreb, 30. studenoga 1980. – Brezovac Žumberački,[nedostaje izvor] 8. siječnja 2023.) bio je hrvatski dizajner zvuka i filmski montažer. Radio je i za mnoge televizijske produkcije, među kojima i HBO. Među brojnim nagradama i priznanjima koje je dobio za svoj umjetnički rad osobito se ističu pet Zlatnih arena za ton i oblikovanje zvuka s Filmskog festivala u Puli i tri nagrade na Filmskom festivalu Liburnia.

## Životopis
Rođen je 30. studenoga 1980. u Zagrebu. Godine 2003. u Amsterdamu i Londonu diplomirao je produkciju glazbe i snimanje zvuka u sklopu udruženoga studijskog programa Instituta SAE i Sveučilišta Middlesex. Deset godina poslije magistrirao je filmsku montažu na Akademiji dramske umjetnosti u Zagrebu.
Od 2003. godine radio je kao montažer i dizajner zvuka na više od 60 filmova raznih žanrova, mnogim televizijskim i radijskim reklamama, glazbenim spotovima i promotivnim filmovima. Prvi projekt na kojem je radio kao profesionalni dizajner zvuka bio je film La Strada redatelja Damira Čučića. Režirao je i montirao radijske drame, dokumentarce i džinglove, a kao inženjer zvuka i glazbeni producent djelovao je u raznim glazbenim žanrovima: od klasične i tradicijske do elektroničke glazbe.
Godine 2014. kao redatelj sa Sunčicom Anom Veldić ostvario je i potpisao svoj jedini film Hux Flux, Smokvin sin. Svoj je profesionalni doprinos dao i televizijskim serijama, među kojima su i HBO-ova dramska serija Uspjeh te dokumentarna serija Betonski spavači. Od 2018. bio je i predavač na Studiju dizajna zvuka Sveučilišta VERN' u Zagrebu.
Bio je član Hrvatskog društva filmskih djelatnika i Hrvatske zajednice samostalnih umjetnika. O svojem umjetničkom pozivu i životu jednom je prigodom izjavio: 
 »Uvijek sam volio uređivati stvari na svoj način, bez obzira bili to zvukovi, slike, riječi ili priče. 
 Volim priče i anegdote bez obzira jesu li stvarne ili ne. Volim glazbu i ljude.«

## Filmografija (izbor)
- Splitski akvarel (režija: Boris Poljak, 2009.),
- Autofocus (režija: Boris Poljak, 2013.)
- Hux Flux (režija: Sunčica Ana Veldić i Martin Semenčić, 2014.)
- Mitch – dnevnik jednog šizofreničara (režija: Damir Čučić i Mišel Škorić, 2014.),
- Potrošeni (režija: Borut Šeparović, 2014.),
- Rakijaški dnevnik (režija: Damir Čučić, 2015.),
- Buffet Željezara (režija: Goran Dević, 2017.),
- Glasnije od oružja (režija: Miroslav Sikavica, 2017.)
- Na vodi (režija: Goran Dević, 2018.)
- Oni samo dolaze i odlaze (režija: Boris Poljak, 2016.)
- TV serija Betonski spavači (režija: Saša Ban, 2016. – 2018.)

## Nagrade i priznanja (izbor)
- 2012. – Zlatna arena za oblikovanje zvuka u filmu Pismo ćaći redatelja Damira Čučića[10][11]
- 2015. – Zlatna arena za oblikovanje zvuka na Pulskom filmskom festivalu te nagrada za najbolju montažu zvuka na Filmskom festivalu Liburnia za oblikovanje zvuka u filmu Rakijaški dnevnik redatelja Damira Čučića[12]
- 2016. – Zlatna arena za oblikovanje zvuka u filmu "S one strane" redatelja Zrinka Ogreste (zajedno s Ivanom Zelićem)[13][14]
- 2017. – Zlatna arena za oblikovanje zvuka u filmu "Kratki izlet" redatelja Igora Bezinovića[15][16][17]
- 2018. – nagrada na Filmskom festivalu Liburnia za oblikovanje zvuka u filmu "Meso" redatelja Elvisa Lenića[18][19]
- 2019. – nagrada na Filmskom festivalu Liburnia za oblikovanje zvuka u dokumentarnom filmu "Na vodi" redatelja Gorana Devića[20][21]
- 2020. – Zlatna arena za oblikovanje zvuka u igranom filmu "Mater" redatelja Jure Pavlovića[22]

## Vanjske poveznice
- Dokumentarni.net – Hrvoje Krstičević: »Martin Semenčić: “Dobar dizajner zvuka je renesansna osoba”« (intervju, 18. svibnja 2020.)
- Hrvatski audiovizualni centar – Martin Semenčić (filmografija)
- Mubi.com – Martin Semenčić (filmografija) (njem.) (engl.)
- Martin Semenčić u internetskoj bazi filmova IMDb-u (engl.)